# This Has Gotta Stop
This Has Gotta Stop è una canzone scritta ed interpretata da Eric Clapton.
La canzone, è una forma di protesta contro i provvedimenti presi dai governi di tutto il mondo per far fronte alla pandemia di COVID 19, considerati eccessivi dall’autore e limitanti delle libertà individuali di ogni individuo.
Del brano è stata pubblicata una seconda versione il 1º ottobre 2021 in cui, assieme a Eric Clapton, canta anche Van Morrison.